# آرمو
آرمو (به ایتالیایی: Armo) یک منطقهٔ مسکونی در ایتالیا است که در استان ایمپریا واقع شده‌است.

## خصوصیات
آرمو ۹٫۳ کیلومترمربع مساحت و ۱۲۲ نفر جمعیت دارد.